# Theaterfragment
Ein Theaterfragment ist eine moderne, zeitgenössische Inszenierungsform von dramatischem Text in Form eines Kurztheaterstücks. Im Gegensatz zu der typischen Dramaturgie eines Theaterstücks, besteht das Theaterfragment aus einer in sich geschlossenen Szene, die sich mit einem Ausgangspunkt oder einem Thema beschäftigt und sich theatral damit auseinandersetzt. Nach der alleinstehenden Szene ist das Theaterfragment abgeschlossen.

## Merkmale und Arbeitsweisen
Das Theaterfragment wird ähnlich bearbeitet wie die Theatermontage. Ein Theaterfragment beschäftigt sich mit einem Thema, das intensiv erforscht und bearbeitet wird und dann auf verschiedenste Weise dargestellt werden kann. Regisseure und Schauspieler entwickeln diese Theaterform gemeinsam. Ein Theaterfragment besteht aus neuer Literatur, die im Probenprozess entstanden ist und mit der Premiere genauso eine Uraufführung erlebt. 4–6 Theaterfragmente bilden ein Spektrum mit einem Überthema. An sich müssen die Theaterfragmente nicht dramaturgisch miteinander verbunden sein. Sobald ein Spektrum abgeschlossen wird, bekommt es einen Namen und kann damit als Theaterabend bestehen. Falls Fragmente gemeinsam aufgeführt werden, müssen sie in einer fließenden Verbindung in den Anschlüssen, auch wenn sie nichts miteinander zu tun haben, auf die Bühne gebracht werden. Fragmente können kein Spektrum bilden, wenn es 4–6 Szenen sind, die die gleiche Geschichte erzählen. Ein Theaterfragment ist nie länger als 35 Minuten.  Es müssen immer mindestens fünf Personen daran beteiligt sein. Es kann alle Formen des Theaters und Mittel ästhetischer Ausdrucksformen (Tanz, Tanztheater, Puppenspiel, Musik, bildende Kunst, Performance etc.) nutzen und einbinden – außer Film. Visuals und Projektionen sind erlaubt. Genauso können verschiedene Theatertheorien von verschiedenen Theatertheoretikern (Stanislawski, Brecht, Tschechow, Adler etc.) genutzt werden.